# تناوب مداری

نیم‌قطر بزرگ یک بیضی مربع تناوب مداری هر مدار متناسب است با مکعب نیم‌قطر بزرگ این مدار.

تناوب مداری زمان مورد نیازی‌است تا جسمی چرخش به دور جسم دیگری را در مداری کامل کند. واحد اندازه‌گیری این زمان برای اجسام آسمانی؛ یک سیاره یا سیارک به دور خورشید، ماه به دور یک سیاره، ستاره یا سیاره‌ای بر گرد یک ستاره، یا ستاره‌های دوتایی، سال است که معمولاً مقدار آن با سال زمینی سنجیده می‌شود.
برای جرم یا جرم‌های فضایی در منظومهٔ شمسی، اشاره به این زمان را بیشتر یک دور، یا دورهٔ نجومی می‌نامند؛ که نمایان‌گر ۳۶۰ درجهٔ کامل گردش دو جسم است. برای مثال گردش سیارهٔ زمین به دور خورشید از یک نقطه بر روی صفحهٔ مداری، و هم‌ترازی دوباره با همان نقطه، بر پایهٔ موقعیت ستارگان. معمولاً در اشاره به دورهٔ مداری، تنها دوره یا دور (P) به کار می‌رود. مثلاً؛ مشتری دارای یک دوره، دورهٔ نجومی، یا تناوب مداری ۱۱٫۸۶ ساله است.
تناوب‌های مداری در اخترشناسی، بر پایهٔ مورد، و نیاز در یکاهای مختلف زمان بیان می‌شوند و اغلب در ساعت، روز یا سال. آنها را همچنین می‌توان زیر تعریف‌های گوناگون خاص اخترشناسی که عمدتاً توسط تأثیر پدیده‌های کوچک ولی پیچیده و ابدی گرانشی توسط دیگر اجرام آسمانی تعریف کرد. چنین تغییراتی شامل قرار گرفتن‌های واقعی مرکز ثقل میان دو سامانه نجومی (مرکز سنگینی سراسری)، پریشیدگی‌ها توسط دیگر سیاره‌ها یا اجرام، رزنانس مداری، نسبیت عام، و غیره نیز می‌شود. بیشتر این‌ها توسط نظریه‌های نجومی پیچیده، با استفاده از دانش مکانیک سماوی، و با کمک مشاهدات دقیق موضعی بررسی اجرام آسمانی، از طریق اخترسنجی بررسی شده‌اند.

## محاسبه
قانون سوم کپلر نحوهٔ محاسبهٔ این مدت را برای ذره‌ای که در مدار می‌چرخد اینگونه شرح می‌دهد:
«مربع تناوب مداری هر مدار متناسب است با مکعب نیم‌قطر بزرگ این مدار.»
{\displaystyle T^{2}\propto a^{3}}
که در آن:
T تناوب مداری،
{\displaystyle a} نیم‌قطر بزرگ.

## محاسبه تناوب مداری با اهمال جِرم
اگر ذره‌ای بدور جسمی بسیار بزرگتر از خودش بچرخد می‌توان در محاسبه، جرم را برای هر دو جسم نادیده گرفت.
به‌طور مثال در محاسبهٔ تناوب مداری ماهوارهٔ عربسات بدور زمین، جرم ماهواره نسبت به زمین بسیار ناچیز است و می‌توان آن را نادیده انگاشت و به‌صورت زیر محاسبه نمود:
{\displaystyle T=2\pi {\sqrt {a^{3} \over \mu }}}
که در آن:
{\displaystyle a\,} نیم‌قطر بزرگ،
{\displaystyle \mu =GM\,} ضریب گرانش استاندارد،
{\displaystyle G\,} ثابت گرانش.
{\displaystyle M\,} جرم جسم مرکزی.

## تناوب مداری با احتساب جرم
فرض کنید دو جسم با جرم تقریباً یکسان مانند ستاره‌های دوتایی دور نقطه‌ای واحدی بگردند برای محاسبهٔ دقیق باید جرمشان را در نظر گرفت:
{\displaystyle T=2\pi {\sqrt {\frac {a^{3}}{G\left(M_{1}+M_{2}\right)}}}}
که در آن:
{\displaystyle a\,} در اینجا برابر است با نصف مجموع نیم‌قطر بزرگ دومدار،
{\displaystyle M_{1}\,} و {\displaystyle M_{2}\,} جرم هر دو جسم،
{\displaystyle G\,} ثابت گرانش.